# Museu Palatino

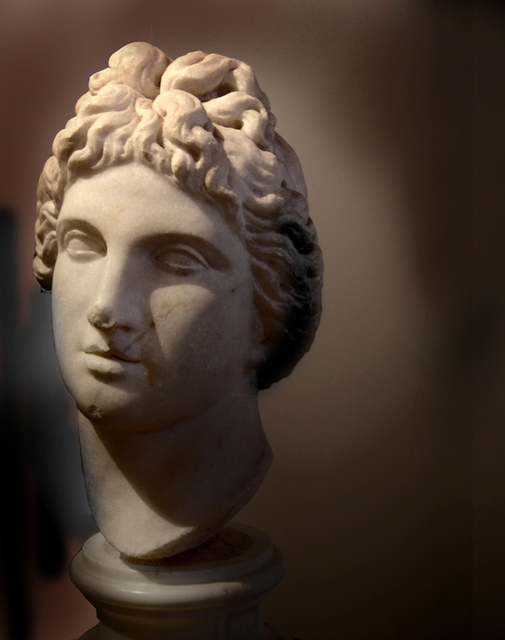
Cabeça de Apolo.

O Museu Palatino, ou Antiquarium do Palatino, é um museu romano, localizado na colina do Palatino.
Segundo a tradição a colina do Palatino foi o local da primeira fundação de Roma, por Rômulo, no século VIII a.C., data dos vestígios das mais antigas edificações do local. Entretanto, escavações revelaram evidências arqueológicas muito mais antigas, que datam do Paleolítico. Ali também se realizaram cultos antigos, como o dedicado à Magna Mater, e entre os séculos II e I a.C., a área foi povoada por mansões da aristocracia romana.
Na era de Augusto o imperador instalou na colina a sede do poder e deu início à construção de uma série de palácios imperiais, reestruturados e ampliados nos reinados de Nero, Domiciano, Adriano e Septímio Severo.
O Museu Palatino é dedicado à preservação da rica história desta região da cidade. Suas primeiras instalações datavam do século XIX e foram demolidas em 1882. De início era dedicado apenas à exposição do material proveniente do Museu das Termas de Diocleciano. Depois, quando o Museu Nacional Romano decidiu reorganizar sua coleção, o Palatino foi destinado a concentrar-se nos achados da própria colina e entorno.
Seu edifício atual é um palacete erguido nos anos 30 por Alfonso Bartoli sobre um antigo mosteiro dos monges da Visitação, e que por sua vez estava onde uma vez se ergueu a Domus Flavia. Nos anos 60 foi restaurado e reestruturado, e hoje apresenta diversas salas temáticas com a seguinte organização:
Térreo
- Sala da pré-história da colina, do Paleolítico até a Idade do Bronze;
- Sala da proto-história, do século X a.C. ao século VII a.C., com vestígios de cabanas da Idade do Ferro e sepulturas;
- Sala das eras romanas Arcaica e Republicana, do século VI a.C. ao século I a.C.

Primeiro piso
- Sala do período de Augusto, com fragmentos do santuário de Apolo e elementos decorativos do Principado;
- Sala do período de Nero, como evidências da Domus Transitoria e das renovações neronianas;
- Sala do período de Cláudio até a Tetrarquia, com retratística e decorações palacianas;
- Sala das decorações palacianas, com originais de escultura gregos e cópias romanas e helenísticas.